# Krîvțove, Bilohirsk
Krîvțove (în ucraineană Кривцове) este un sat în comuna Muromske din raionul Bilohirsk, Republica Autonomă Crimeea, Ucraina.

## Demografie
Componența lingvistică a localității Krîvțove
     Rusă (93,75%)
     Ucraineană (6,25%)
Conform recensământului din 2001, majoritatea populației localității Krîvțove era vorbitoare de rusă (93,75%), existând în minoritate și vorbitori de ucraineană (6,25%).